# آندرانوفانجاوا
آندرانوفانجاوا (به لاتین: Andranofanjava) یک منطقهٔ مسکونی در ماداگاسکار است که در آنتسینانا دوم واقع شده‌است. آندرانوفانجاوا ۴٬۴۱۳ نفر جمعیت دارد و ۲۱۵ متر بالاتر از سطح دریا واقع شده‌است.